# تامینو (موسیقی‌دان)
تامینو (انگلیسی: Tamino؛ زادهٔ ۲۴ اکتبر ۱۹۹۶ با نام اصلی تامینو-امیر محرم فؤاد) خواننده، نوازنده و مدل اهل بلژیک/مصر است. وی از سال ۲۰۱۶ میلادی تاکنون مشغول فعالیت بوده‌است. وی نوه بازیگر مشهور مصری محرم فؤاد است.

## اوایل زندگی
تامینو امیر محرم فؤاد در ۲۴ اکتبر ۱۹۹۶ در مورسل، آنتورپ، بلژیک، از مادری بلژیکی (فلاندری) و پدری مصری به دنیا آمد. والدین او در دهه ۱۹۹۰ در گینه، جایی که مادرش به عنوان دانشجوی انسان‌شناسی زندگی می‌کرد، آشنا شدند. این زوج در بلژیک ساکن شدند، جایی که مادرش او و برادرش رامی را به دنیا آورد. وقتی او کودک بود والدینش از هم جدا شدند و پدرش به مصر بازگشت. تامینو توسط مادرش و پدربزرگ و مادربزرگ بلژیکی بزرگ شد.
پدربزرگ پدری او، خواننده مشهور مصری محرم فؤاد بود. تامینو در کودکی پیانو می‌نواخت و از نظر موسیقی تحت تأثیر مادرش بود که او را با هنرمندانی مانند بیتلز، ساتی، شوپن و همچنین موسیقی عربی که از طریق پدرش شناخت.

## حرفه

### امیر
تامینو در ۱۹ اکتبر ۲۰۱۸ اولین آلبوم کامل خود را با نام امیر منتشر کرد. در طول آلبوم، گروهی از نوازندگان عرب مستقر در بروکسل به نام نغم ذکریات، ارکستری که عمدتاً از نوازندگان حرفه‌ای خاورمیانه تشکیل شده‌است، که اکثر آنها پناهندگانی هستند که از عراق و سوریه آمده‌اند به تیم او می‌پیوندد.
بی‌بی‌سی از امیر به عنوان «صدای جدید نیل» قصیده‌ای برای محرم فؤاد پدربزرگ تامینو استقبال کرد. ایندیپندنت، امیر را در ۱۰ آلبوم برتر سال ۲۰۱۸ خود قرار داد. تامینو برنده جایزه Anchor در جشنواره Reeperbahn آلمان ۲۰۱۸ و نامزد ۵ جایزه MIA در بلژیک شده‌است.

### سحر
در ۲۷ آوریل ۲۰۲۲، تامینو «اولین شاگرد» را پس از دو سال وقفه در رسانه‌های اجتماعی، اولین تک آهنگ از دومین آلبوم استودیویی خود، سحر را منتشر کرد. در ۷ ژوئن ۲۰۲۲، تامینو دومین تک آهنگ خود را از آلبوم به نام «شیفتگی» منتشر کرد و اعلام کرد که سحر در ۲۳ سپتامبر ۲۰۲۲ منتشر خواهد شد.
در ۶ ژوئن ۲۰۲۲، تامینو اعلام کرد که تور ۲۰۲۰ به تعویق افتاده خود را در آمریکای شمالی و اروپا در سپتامبر ۲۰۲۲ از سر خواهد گرفت.

## آهنگ‌شناسی

### آلبوم‌ها
امیر (۲۰۱۸)
سحر (۲۰۲۲)

### آلبوم‌های چند آهنگه
تامینو (۲۰۱۷)
حبیبی (۲۰۱۸)
اجرای زنده در بلژیک قدیمی (۲۰۱۹)